# Bahnstrecke Haifa–Akko
| Streckenlänge: | 20,2 km                                                                                                  |                                                                                 |                                                                                 |
| Spurweite: | 1050 mm                                                                                                  |                                                                                 |                                                                                 |
| | |                                                                                 |                                                                                 |
| Spurweite: ab 1937/1941: | 1.435 mm (Normalspur) bis Qirjat Motzkin 1937, bis Naʿaman 1941 (zusätzlich, Dreischienengleis bis 1948) |                                                                                 |                                                                                 |
| \| \| \| \| \| \| \| \| Küstenbahn der Hauptlinie von Beʾer Scheva via Tel Aviv \| \| \| \| \| \| \| \| \| \| \| \| \| \| 0,0 \| Haifa Mizrach (Ost) 1904–1990er heute Israelisches Eisenbahnmuseum \| Haifa Mizrach (Ost) 1904–1990er heute Israelisches Eisenbahnmuseum \| \| \| \| \| \| \| \| \| Kvisch (Golfroute) \| \| \| \| \| \| \| \| \| \| Gleis zur Ölmühle Schemen \| \| \| \| \| \| \| \| \| \| \| \| \| \| \| Anschluss Steinbruch \| \| \| \| \| \| \| \| \| \| Haifa Rangierbahnhof \| \| \| \| \| Anschluss Raffinerie und Kraftwerk \| \| \| \| \| Gescher Paz im Zuge des Rechov Cheletz \| \| \| \| \| \| \| \| \| 2,0 \| 3-Schienengleis nach Akko (alt) 1932–48 Küstenbahn der Hauptlinie nach Naharija \| 3-Schienengleis nach Akko (alt) 1932–48 Küstenbahn der Hauptlinie nach Naharija \| \| \| \| \| \| \| \| \| \| \| \| \| \| 1941–1948 auch HBT-Linie nach Tripoli → Qischonhafen und Mispanot Israel \| \| \| \| \| \| \| \| \| \| \| \| \| \| \| ↔ Kvisch mit Karmeltunnel \| \| \| \| \| \| \| \| \| \| Luftseilbahn haRakkavlit \| \| \| \| \| Haifa Merkazit haMifratz seit 2001 \| \| \| \| 4,5 \| Jesreʾeltalbahn nach/von Darʿā \| Jesreʾeltalbahn nach/von Darʿā \| \| \| \| \| \| \| \| 4,62 \| Anschluss Steinbruch Ḥawāssa (حواسة) ↔ Kvisch \| Anschluss Steinbruch Ḥawāssa (حواسة) ↔ Kvisch \| \| \| \| \| \| \| \| \| \| \| \| \| \| ← Neue Jesreʾeltalbahn nach Beit Scheʾan ↔ Kvisch (Golfroute) \| \| \| \| \| \| \| \| \| \| weiter im Streckenverlauf von vor 1932 \| \| \| \| 5,0 \| Qischon \| Qischon \| \| \| \| \| \| \| \| \| Anschluss Iraq-Petroleum-Raffinerie BaZa"N und Deschanim-Chemiewerk \| \| \| \| \| \| \| \| \| \| \| \| \| \| \| Strecke Haifa-Nazareth seit 2020 in Bau \| \| \| \| \| \| \| \| \| 5,4 \| \| \| \| \| \| \| \| \| \| 5,5 \| Ausbesserungswerk Qischon seit 1932 \| Ausbesserungswerk Qischon seit 1932 \| \| \| \| \| \| \| \| 7,4 \| Haifa Chutzot haMifratz seit 2001 \| Haifa Chutzot haMifratz seit 2001 \| \| \| 8,0 \| Haifa Qirjat Chaim seit 1937 \| Haifa Qirjat Chaim seit 1937 \| \| \| 9,1 \| Qirjat Motzkin seit 1937 \| Qirjat Motzkin seit 1937 \| \| \| \| \| \| \| \| 17,4 \| Mischmar haJam \| Mischmar haJam \| \| \| \| \| \| \| \| \| \| \| \| \| \| Karmiʾelbahn nach Karmiʾel \| \| \| \| \| \| \| \| \| \| zum Streckenverlauf von vor 1941 \| \| \| \| 18,7 \| Naʿaman \| Naʿaman \| \| \| \| vom Streckenverlauf von vor 1941 \| \| \| \| \| \| \| \| \| 19,1 \| Küstenbahn der Hauptlinie nach Naharija bzw. HBT-Linie nach Tripoli (1941–1948) \| Küstenbahn der Hauptlinie nach Naharija bzw. HBT-Linie nach Tripoli (1941–1948) \| \| \| \| \| \| \| \| 20,2 \| Akko (Kopfbhf.) 1913–1915, 1919–1948 \| Akko (Kopfbhf.) 1913–1915, 1919–1948 \| | |                                                                                 |                                                                                 |
| | |                                                                                 |                                                                                 |
| Strecke | | Küstenbahn der Hauptlinie von Beʾer Scheva via Tel Aviv                         | Küstenbahn der Hauptlinie von Beʾer Scheva via Tel Aviv                         |
| | |                                                                                 |                                                                                 |
| | |                                                                                 |                                                                                 |
| ehemaliger Bahnhof | 0,0 | Haifa Mizrach (Ost) 1904–1990er heute Israelisches Eisenbahnmuseum              | Haifa Mizrach (Ost) 1904–1990er heute Israelisches Eisenbahnmuseum              |
| | |                                                                                 |                                                                                 |
| Strecke mit Straßenbrücke | | Kvisch (Golfroute)                                                              | Kvisch (Golfroute)                                                              |
| | |                                                                                 |                                                                                 |
| Abzweig geradeaus und ehemals nach links | | Gleis zur Ölmühle Schemen                                                       | Gleis zur Ölmühle Schemen                                                       |
| | |                                                                                 |                                                                                 |
| | |                                                                                 |                                                                                 |
| Abzweig geradeaus und ehemals nach rechts | | Anschluss Steinbruch                                                            | Anschluss Steinbruch                                                            |
| | |                                                                                 |                                                                                 |
| Dienststation / Betriebs- oder Güterbahnhof | | Haifa Rangierbahnhof                                                            | Haifa Rangierbahnhof                                                            |
| Abzweig geradeaus, nach links und von links | | Anschluss Raffinerie und Kraftwerk                                              | Anschluss Raffinerie und Kraftwerk                                              |
| Strecke mit Straßenbrücke | | Gescher Paz im Zuge des Rechov Cheletz                                          | Gescher Paz im Zuge des Rechov Cheletz                                          |
| | |                                                                                 |                                                                                 |
| Abzweig ehemals geradeaus und nach links · Strecke quer · Strecke quer · Strecke von rechts | 2,0 | 3-Schienengleis nach Akko (alt) 1932–48 Küstenbahn der Hauptlinie nach Naharija | 3-Schienengleis nach Akko (alt) 1932–48 Küstenbahn der Hauptlinie nach Naharija |
| | |                                                                                 |                                                                                 |
| | |                                                                                 |                                                                                 |
| Strecke (außer Betrieb) · Strecke von links · Strecke quer · Abzweig geradeaus, nach links und nach rechts | | 1941–1948 auch HBT-Linie nach Tripoli → Qischonhafen und Mispanot Israel        | 1941–1948 auch HBT-Linie nach Tripoli → Qischonhafen und Mispanot Israel        |
| | |                                                                                 |                                                                                 |
| | |                                                                                 |                                                                                 |
| Strecke (außer Betrieb) · Strecke Anfang Hochstrecke · Strecke Anfang Hochstrecke | | ↔ Kvisch mit Karmeltunnel                                                       | ↔ Kvisch mit Karmeltunnel                                                       |
| | |                                                                                 |                                                                                 |
| Kreuzung geradeaus unten (Strecke geradeaus außer Betrieb) · Kreuzung · Strecke von rechts · Strecke Ende Hochstrecke | | Luftseilbahn haRakkavlit                                                        | Luftseilbahn haRakkavlit                                                        |
| Strecke (außer Betrieb) · Bahnhof · Kopfbahnhof Streckenende · Bahnhof | | Haifa Merkazit haMifratz seit 2001                                              | Haifa Merkazit haMifratz seit 2001                                              |
| Abzweig geradeaus, nach rechts und von rechts (Strecke außer Betrieb) · Strecke Ende Hochstrecke · Strecke von links · Strecke nach rechts | 4,5 | Jesreʾeltalbahn nach/von Darʿā                                                  | Jesreʾeltalbahn nach/von Darʿā                                                  |
| | |                                                                                 |                                                                                 |
| Abzweig geradeaus und nach rechts (Strecke außer Betrieb) · Strecke · Strecke mit Straßenbrücke | 4,62 | Anschluss Steinbruch Ḥawāssa (حواسة) ↔ Kvisch                                   | Anschluss Steinbruch Ḥawāssa (حواسة) ↔ Kvisch                                   |
| | |                                                                                 |                                                                                 |
| | |                                                                                 |                                                                                 |
| Kreuzung (Strecke geradeaus außer Betrieb) · Strecke nach rechts · Strecke mit Straßenbrücke | | ← Neue Jesreʾeltalbahn nach Beit Scheʾan ↔ Kvisch (Golfroute)                   | ← Neue Jesreʾeltalbahn nach Beit Scheʾan ↔ Kvisch (Golfroute)                   |
| | |                                                                                 |                                                                                 |
| Abzweig ehemals geradeaus und von links · Strecke quer · Strecke nach rechts | | weiter im Streckenverlauf von vor 1932                                          | weiter im Streckenverlauf von vor 1932                                          |
| Brücke über Wasserlauf | 5,0 | Qischon                                                                         | Qischon                                                                         |
| | |                                                                                 |                                                                                 |
| Abzweig geradeaus und nach rechts | | Anschluss Iraq-Petroleum-Raffinerie BaZa"N und Deschanim-Chemiewerk             | Anschluss Iraq-Petroleum-Raffinerie BaZa"N und Deschanim-Chemiewerk             |
| | |                                                                                 |                                                                                 |
| | |                                                                                 |                                                                                 |
| Abzweig geradeaus und ehemals nach rechts | | Strecke Haifa-Nazareth seit 2020 in Bau                                         | Strecke Haifa-Nazareth seit 2020 in Bau                                         |
| | |                                                                                 |                                                                                 |
| Abzweig geradeaus und nach links · Strecke von rechts | 5,4 |                                                                                 |                                                                                 |
| | |                                                                                 |                                                                                 |
| Strecke · Betriebs-/Güterbahnhof Streckenende | 5,5 | Ausbesserungswerk Qischon seit 1932                                             | Ausbesserungswerk Qischon seit 1932                                             |
| | |                                                                                 |                                                                                 |
| Bahnhof | 7,4 | Haifa Chutzot haMifratz seit 2001                                               | Haifa Chutzot haMifratz seit 2001                                               |
| Bahnhof | 8,0 | Haifa Qirjat Chaim seit 1937                                                    | Haifa Qirjat Chaim seit 1937                                                    |
| Bahnhof | 9,1 | Qirjat Motzkin seit 1937                                                        | Qirjat Motzkin seit 1937                                                        |
| | |                                                                                 |                                                                                 |
| ehemaliger Haltepunkt / Haltestelle | 17,4 | Mischmar haJam                                                                  | Mischmar haJam                                                                  |
| | |                                                                                 |                                                                                 |
| | |                                                                                 |                                                                                 |
| Abzweig geradeaus und nach rechts | | Karmiʾelbahn nach Karmiʾel                                                      | Karmiʾelbahn nach Karmiʾel                                                      |
| | |                                                                                 |                                                                                 |
| Abzweig geradeaus und ehemals nach links · Strecke von rechts (außer Betrieb) | | zum Streckenverlauf von vor 1941                                                | zum Streckenverlauf von vor 1941                                                |
| Brücke über Wasserlauf · Brücke über Wasserlauf (Strecke außer Betrieb) | 18,7 | Naʿaman                                                                         | Naʿaman                                                                         |
| Abzweig geradeaus und ehemals von links · Strecke nach rechts (außer Betrieb) | | vom Streckenverlauf von vor 1941                                                | vom Streckenverlauf von vor 1941                                                |
| | |                                                                                 |                                                                                 |
| Abzweig ehemals geradeaus und nach rechts | 19,1 | Küstenbahn der Hauptlinie nach Naharija bzw. HBT-Linie nach Tripoli (1941–1948) | Küstenbahn der Hauptlinie nach Naharija bzw. HBT-Linie nach Tripoli (1941–1948) |
| | |                                                                                 |                                                                                 |
| Kopfbahnhof Streckenende (Strecke außer Betrieb) | 20,2 | Akko (Kopfbhf.) 1913–1915, 1919–1948                                            | Akko (Kopfbhf.) 1913–1915, 1919–1948                                            |

Die Bahnstrecke Haifa–Akko wurde seitens der Hedschasbahn und deshalb in der Spurweite von 1050 mm errichtet. Sie verband zwei wichtige Siedlungszentren im osmanischen Vilâyet Beirut. Heute ist sie zum größten Teil in der israelischen Küstenbahn der Hauptlinie Naharija–Beʾer Scheva aufgegangen.

## Geschichte
Nachdem die Jesreʾeltalbahn Haifa–Darʿa durch die Jesreʾelebene sich als wirtschaftlicher Erfolg erwies, verlängerte das Osmanische Reich sie 1911–1913 um 18 km von Haifa nach Akko. Dazu verwendet wurde Material, das 1908 für die geplante Verlängerung der Hedschasbahn von Medina nach Mekka beschafft und in Haifa eingelagert worden war, nachdem die Verlängerung der Hedschasbahn aus politischen Gründen nicht mehr zu Stande kam. Als Teil der Hedschasbahn zählte die Strecke Haifa–Akko als Waqf, eine wohltätige islamische Stiftung, hier zu Wohle und Hilfe der Pilger des Haddsches.

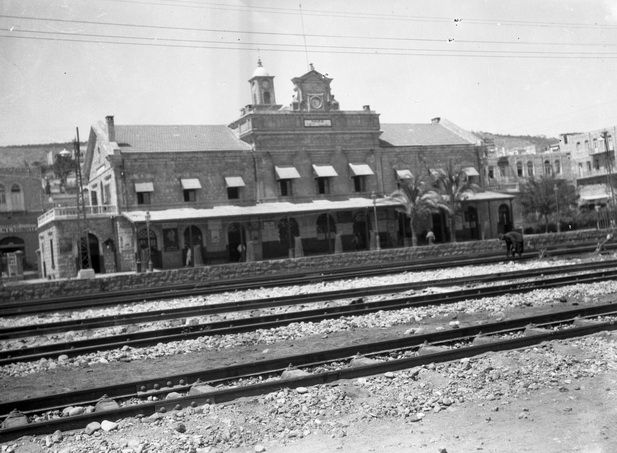
1928: Empfangsgebäude des Bahnhofs Haifa (mit Zusatz Mizrach [Ost] ab 1937)

Im Ersten Weltkrieg, in den das Osmanische Reich auf Seiten der Mittelmächte eingetreten war, besaß für die Hohe Pforte höchste Priorität, die den Briten gegenüberliegenden Garnisonen im Grenzgebiet zum Sultanat Ägypten auf dem Landweg zu versorgen. Stoßrichtung der osmanischen Truppen war der Suezkanal, der für britische Schiffe unbenutzbar gemacht werden sollte. Dazu musste die Eisenbahn so weit wie möglich an die Sinaifront herangeführt werden. Da die britische Marine die Küsten der Levante dominierte und so Zufuhr von Baumaterial aus Europa über See nicht möglich war, wurde u. a. auch die Strecke Haifa–Akko 1915 demontiert, um deren Schienen und Schwellen für den Ausbau der osmanischen Militärbahn im Süden wieder zu verwenden.

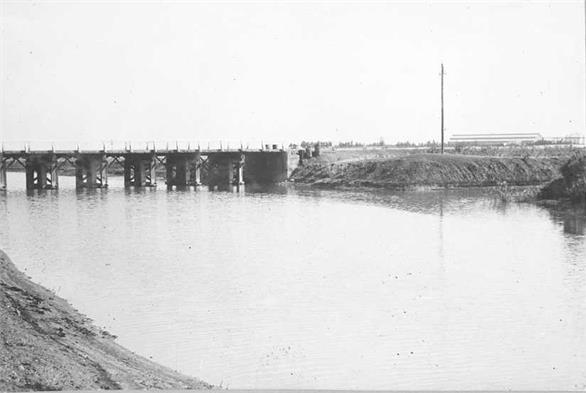
1934: Bahnbrücke über den Qischon mit einmündendem Wadi al-Fawwāra (Nachal Gdora) von rechts, im Hintergrund das Ausbesserungswerk Qischon

Die Strecke zwischen beiden Städten wurde 1919 von den Palestine Military Railways (PMR) wieder errichtet, wieder in der Spurweite 1050 mm, wie die Jesreʾeltalbahn, an die seinerzeit allein Anschluss bestand. Im November 1920 erreichten die PMR mit ihrer neuen normalspurigen Küstenbahn als Verlängerung der Sinai-Bahn über die Ostbahn von Süden her Haifa.
Die Frage des Waqf-Status und damit des Eigentums an der Strecke beschäftigte die Mandatsverwaltung. Der Völkerbund verfügte, den Waqf der Oberaufsicht des Kalifen in Istanbul, damals geistliches Oberhaupt des Islams, zu entziehen und wie staatliches osmanisches Eigentum in den 1922 neu geschaffenen Völkerbundsmandaten für Syrien und Libanon sowie für Palästina den neuen zivilen Mandatsregierungen als gegebene Infrastruktur dort zu überlassen ohne Zahlung eines Ausgleichs an die Türkei. Mit Gründung der zivilen Palestine Railways (PR) im Dezember 1920 einigten sich die französische und die britischen Verwaltungen der Gebiete, wie bei der Hedschasbahn Fahrzeuge und Strecken sowie der Betrieb derselben aufzuteilen waren.:331 Doch in der britischen Verfassung Palästinas (Art. 9) war 1920 festgelegt worden, dass alle vor Beginn des Mandates bestehenden religiösen Rechte unter britischer Hoheit bestehen bleiben würden.:329
Damit wich die Lage in Palästina ab von den anderen Mandatsgebieten, wie auch von der Lage in Transjordanien, das 1923 von Mandats-Palästina abgetrennt wurde, ohne Wahrung des durch die Mandatsverfassung vorher gewährten Schutzes religiöser Rechte. Die Mandatsregierung Government of Palestine beschloss, Überschüsse aus Betrieb der Anlagen der Hedschasbahn in Mandats-Palästina nach Abzug aller Kosten und gebotenen Erhaltungsinvestitionen dem Stiftungszweck gemäß dem Wohle muslimischer Pilger zukommen zu lassen.
Als nach dem Ersten Weltkrieg vermehrt Juden nach Palästina einwanderten, ließen sie sich schwerpunktmäßig im Bereich von Haifa nieder, das sie industriell entwickelten, was vor allem arabische Pendler aus Akko anlockte. Alle Städte entwickelten sich dynamisch. Beim Zensus 1931 zählte die Stadt Tel Aviv 46.101 Einwohner, Haifa dagegen 50.403. Geflüchtete Deutsche und Einwanderer aus andern, auch arabischen Ländern trieben bis 1947 die Zahl der Haifaner auf 145.140, dagegen erreichte Tel Aviv schon 1939 eine Bevölkerungszahl von 160.000. Die Strecke Haifa–Akko verzeichnete den dramatischsten Anstieg im Verkehrsaufkommen Palästinas.

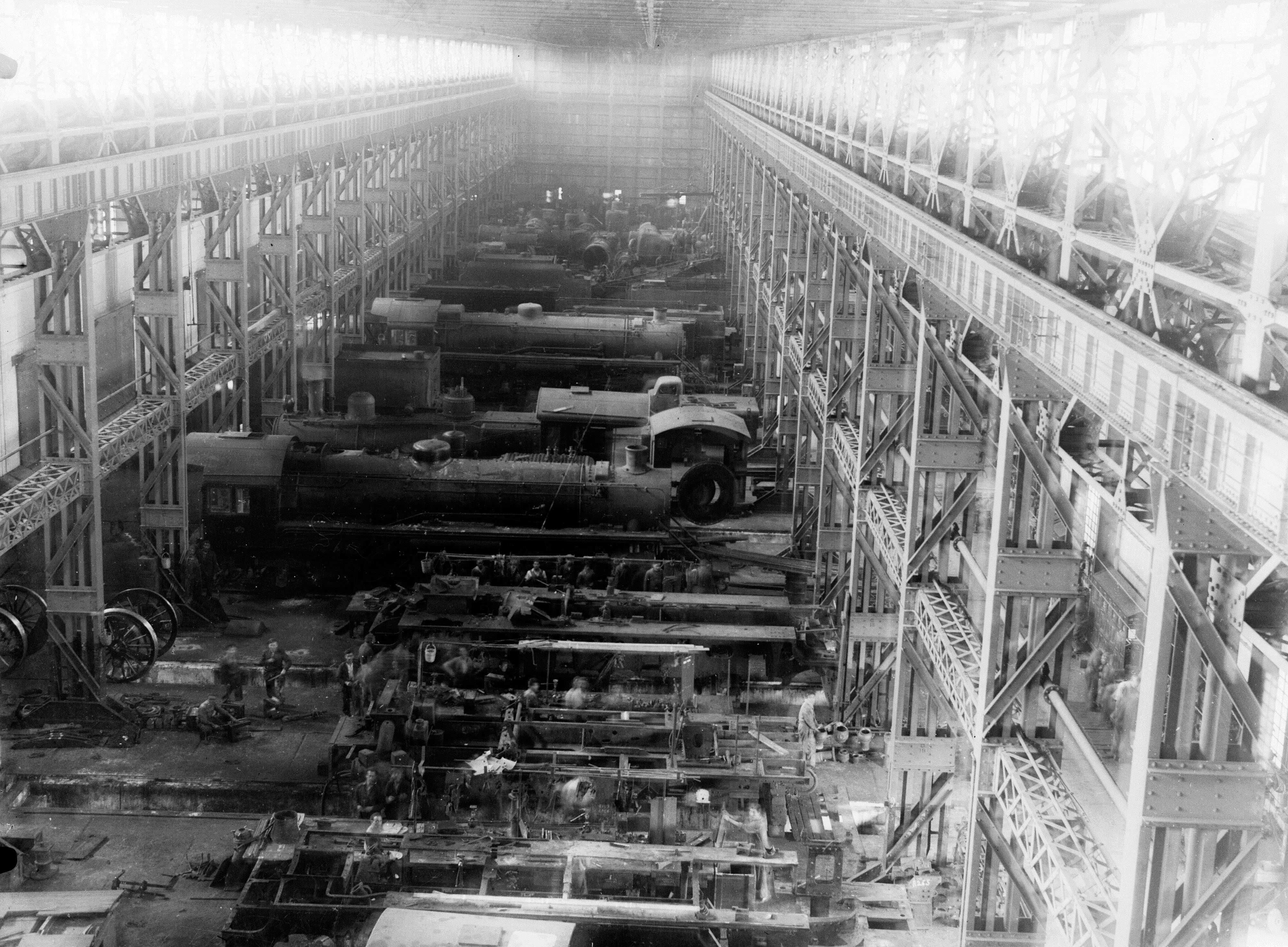
Blick in die Halle des Ausbesserungswerks, Februar 1945

Mit dem Bau des Ausbesserungswerks Qischon, benannt nach dem nahen Fluss, 1932 eröffnet und bis heute Hauptwerkstätte der Rakkevet Israel (RI), verlegten die PR 1930 bis 1933 einen neuen Streckenabschnitt zwischen dem Bahnhof Haifa (bis 1937 einziger Bahnhof der Stadt) und dem Ausbesserungswerk, wo es den bisherigen Verlauf der Strecke Haifa-Akko traf. Der neue Abschnitt verkürzte den bisherigen Verlauf der Strecke nach Akko, der bei Kilometer 4,5 von der Jesreʾeltalbahn abzweigte:52 und wurde als Dreischienengleis in Normal- und Schmalspur ausgeführt, um Fahrzeuge beider Spurweiten zur Werkstätte führen zu können wie den Vorortverkehr mit Akko in Schmalspur ebenfalls über die Abkürzung zu leiten. Das Ausbesserungswerk ersetzte auch die 1908 eingerichtete osmanische Werkstatt in Haifa (heute Israelisches Eisenbahnmuseum), die Fahrzeuge in Normalspur nicht annehmen konnte.
Im Jahre 1937 eröffnete am Stadtkern Haifas der Bahnhof Haifa Merkaz (d. h. Zentrum) anderthalb Kilometer westlich des Bahnhofs Haifa, der seither den Zusatz Mizrach (d. h. Ost) führt. Ab 1937 verlängerten die PR das Dreischienengleis vom Ausbesserungswerk ausgehend bis Qirjat Motzkin, wo sich Einrichtungen des britischen Militärs befanden. Zehn Züge der Normalspur bedienten täglich diese Verbindung, während sieben Züge in Schmalspur täglich die ganze Strecke zwischen Haifa und Akko abfuhren.

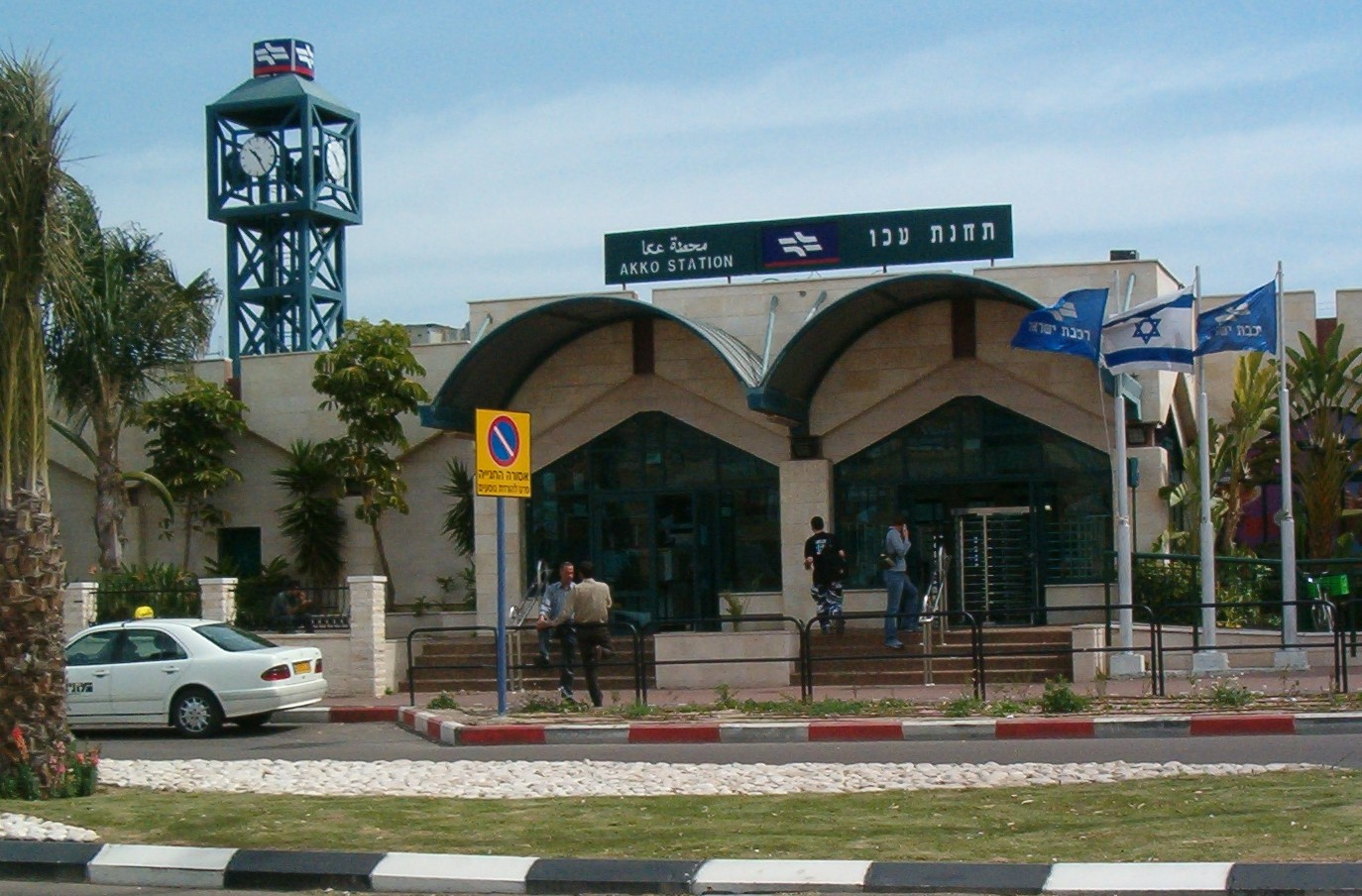
2007: Bahnhof Akko, neu erbaut 2002

Im Zweiten Weltkrieg war die Strecke Ausgangspunkt der normalspurigen Bahnstrecke Haifa–Beirut–Tripoli (HBT-Linie), die wiederum auf Kosten des War Office entstand. Die Strecke wurde ab September 1941 durch Eisenbahn-Militär-Kontingente aus dem Britischen Commonwealth und Zivilingenieure gebaut. Das Dreischienengleis von Haifa nach Akko wurde bis zum Anschluss Naʿaman genutzt und von dort die normalspurige Strecke östlich an den Vorstädten Akkos vorbei nach Norden weitergeführt. Im Jahre 1941 eröffnete der neue Haltepunkt Akko, damals direkt an der Stadtgrenze, als Durchgangsbahnhof 1,4 Kilometer nordöstlich des alten Kopfbahnhofs. Der Abschnitt der HBT-Linie bis Beirut ging im August 1942 in Betrieb, öffnete sich auch dem zivilen Reiseverkehr am 1. Juli 1945 bis Naharija. Der Durchgangsbahnhof erhielt bis 2002 ein neues Empfangsgebäude und ein drittes Gleis. Ein Anschlag von Irgunisten auf die Brücke über den Naʿaman am Abend des 2. April 1946 unterbrach den Verkehr bis zum 5. April.
Die PR als Betreiber der Strecke Haifa–Akko führten dafür separate Konten, um die auf den britischen Teil des Waqfs der Hedschasbahn entfallenden Überschüsse zu berechnen. Schwierig war die Zumessung der auf die beteiligten Vermögensverwaltungen entfallenden Anteile am Betriebskapital. Außer dem Waqf als Eigentümer des Gleisbettes im ursprünglichen Verlauf und der bis 1915 errichteten Bauten steckten in der Strecke Investitionen der PMR, die (1) die von den Mittelmächten 1915 demontierten Gleise der Strecke Haifa–Akko auf eigene Rechnung ersetzt hatten, (2) der PR, die auf ihre Rechnung 1930 bis 1933 mit dem Neubau eines Abschnitts von Haifa bis zum Ausbesserungswerk den Streckenverlauf als Dreischienengleis verkürzt und (3) 1937 dieses von Haifa bis Qirjat Motzkin verlängert hatten, das (4) das War Office 1941 auf seine Kosten noch bis zum Abzweig der HBT-Linie hatte ausbauen lassen. Praktisch überwiesen die PR allein Überschüsse aus dem Betrieb der Schmalspurbahn im Vorortverkehr auf der Strecke nach besagten Abzügen aufs Konto des Waqf, die Einnahmen im Normalspurverkehr dagegen teilten sich die PR und das War Office.
Im Bürgerkrieg zwischen nichtjüdischen und jüdischen Palästinensern, der nach dem UN-Beschluss vom 29. November 1947, Palästina zu teilen entbrannte, wurde Ende März 1948, sechs Wochen vor dem britischen Abzug, die Naʿamanbrücke wieder unpassierbar. Dabei blieb unklar, ob Sabotage oder Unterspülung den Schaden mit Entgleisung eines Zuges auslöste. Die Schadstelle sollte mittels einer Bailey-Brücke repariert werden, allerdings nur für den normalspurigen Verkehr der HBT-Linie.:544 auch Fußnote 1065 So endete auf der Strecke Haifa-Akko der Verkehr in Schmalspur. Der alte Bahnhof Akko, wohin kein Dreischienengleis führte, wurde nie wieder bedient.

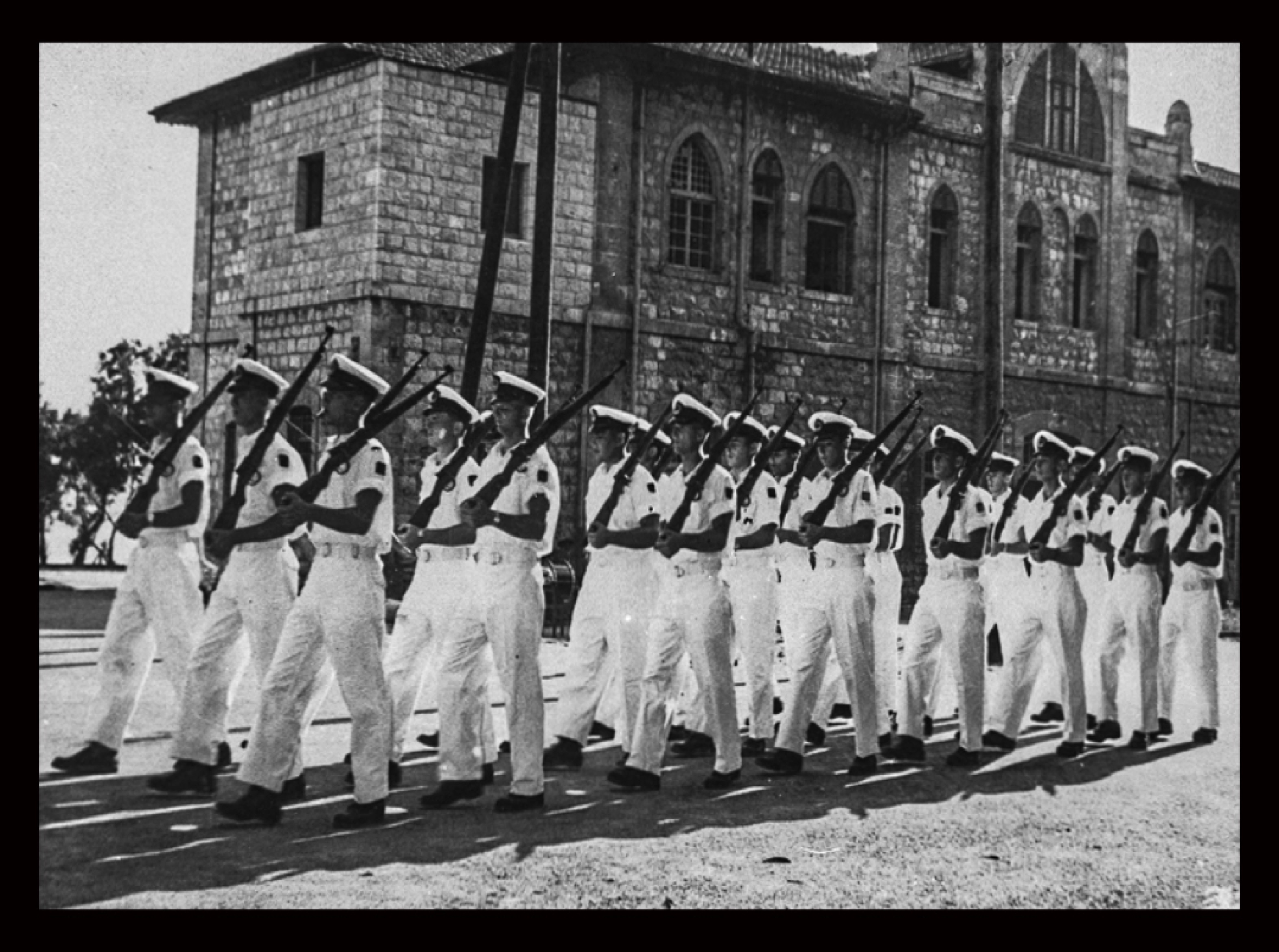
1956: Alter Bahnhof Akko, osmanischer Bau mit britischem Anbau, ab 1954 genutzt als Marineschule Akko, hier mit Kadetten.

Im Krieg um Israels Unabhängigkeit ab 14. Mai 1948 übernahm die Rakkevet Israel (RI) auch die Strecke Haifa-Akko und nahm ab Juni 1948 den normalspurigen Verkehr wieder auf. Die Strecke ist nun als Teil der nach Süden wesentlich ausgebauten Nord-Süd-Hauptverbindung, der Hauptlinie Naharija–Beʾer Scheva. Den aufgegebenen alten Kopfbahnhof Akko bezog 1954 die 1938 in Haifa gegründete Marineschule Akko. Im Zuge des Ausbaus der Marineschule wurde der Bahnhof in den 1960er Jahren abgerissen.